# Сент-Илер, Катон
Катон Сент-Илер (англ. Kathon St. Hillaire; 5 ноября 1997 года, Порт-оф-Спейн, Тринидад и Тобаго) — тринидадский футболист, полузащитник.

## Карьера
Воспитанник клуба «Сент-Эннс Рейнджерс». Именно в нем полузащитник начал свою взрослую карьеру. В июле 2018 года Сент-Илер отправился покорять Европу. Он проходил просмотр в чешском клубе второй лиги «Зноймо». По его итогам тринидадец подписал с ним контракт.

## Сборная
В составе молодёжной сборной Тринидада и Тобаго участвовал в молодёжном чемпионате КОНКАКАФ 2017 года в Коста-Рике, где в трёх матчах забил два гола.
В сборную Тринидад и Тобаго Сент-Илер стал вызываться с 2017 года. В официальном матче он дебютировал за неё 17 апреля 2018 года — хавбек выходил в составе национальной команды в товарищеском матче против сборной Панамы, завершившимся победой соперников со счётом 1:0.